# Phil Sellers
Phillip Sellers jr., detto Phil (Brooklyn, 20 novembre 1953 – Livingston, 20 settembre 2023), è stato un cestista statunitense, professionista nella NBA e nei Paesi Bassi.

## Biografia
Venne selezionato dai Detroit Pistons al terzo giro del Draft NBA 1976 (38ª scelta assoluta).
Sellers è morto nel 2023, a causa di un ictus.

## Palmarès
- NCAA AP All-America First Team (1976)
- NCAA AP All-America Third Team (1975)